# Recinte de la Donzell d'Urgell
El Recinte de la Donzell d'Urgell és una obra del municipi d'Agramunt (Urgell) inclosa en l'Inventari del Patrimoni Arquitectònic de Catalunya.

## Descripció
La localitat rep, així mateix, el nom Donzell d'Agramunt. Es tracta d'un municipi de l'Urgell al límit amb la Noguera, agregat el 1970 al municipi d'Agramunt. El poble formava part del comtat d'Urgell i era centre de la baronia de la Donzell, comprada a mitjan segle xvii per la família Solà. El municipi comprengué, també, el poble de Rocabertí de Sant Salvador. Convé prevenir eventuals errors per homonímia, perquè hi ha un nucli de població anomenat, també, la Donzell, a Baronia de Rialb.

## Història
El recinte conserva força el caràcter i la traça medievals. En la donació del comtat d'Urgell feta per Jaume II al seu fill Alfons, el 1314, en anomenar els castells i viles, hi ha al·lusió a la Donzell. Tant aquest lloc com Montblanc figuren amb 11 focs, dins de la vegueria de Lleida, en el fogatjament de vers el 1381. En esclatar la guerra de «la terra» contra el rei Joan II, el 1462, senyor de Donzell ho era Joan de Casaldàliga, ciutadà de Lleida.